# Списак крајњих тачака у Србији
Ово је списак крајњих тачака Србије: тачке које су најдаље на северу, југу, истоку, западу, више или ниже од било које друге локације.

## Ширине и дужине
- Север: Хајдуково (46° 11′ N 19° 40′ E / 46.183° С; 19.667° И )
- Југ (са Косовом): Драгаш 41°52' N
- Југ (без Косова): Миратовац (42° 13′ N 21° 41′ E / 42.217° С; 21.683° И)
- Запад: Бездан 18°51' Е
- Исток: Сенокос 23°01' Е

## Надморска висина
- Највиша тачка: Велика Рудока, 2 658 м (са Косовом)
  - Миџор, 2 169 м (без Косова)
- Најнижа тачка: Ушће Тимока, 28 м